# Eugasteroides
Eugasteroides is een geslacht van rechtvleugeligen uit de familie sabelsprinkhanen (Tettigoniidae). De wetenschappelijke naam van dit geslacht is voor het eerst geldig gepubliceerd in 1955 door Weidner.

## Soorten
Het geslacht Eugasteroides omvat de volgende soorten:
- Eugasteroides frater Kirby, 1896
- Eugasteroides inermis Uvarov, 1934
- Eugasteroides karschi Weidner, 1941
- Eugasteroides loricatus Gerstaecker, 1869
- Eugasteroides servillei Reiche & Fairmaire, 1849
- Eugasteroides woodii Kirby, 1891